# Anders Alé
Anders Alé, född 8 december 1967 i Fagersta, är f.d. fotbollsmålvakt som tidigare spelade i främst Västerås SK men även bl.a. i Djurgården och i Assyriska FF. Han gjorde en U21-landskamp för Sverige. Moderklubben heter Fagersta Södra IK.
På 2000-talet har Alé mestadels agerat reservmålvakt, därav väldigt få seriematcher per säsong. Med konkurrens från Landslagsmålvakten Andreas Isaksson fick Anders Alé nöja sig med bänken. Några matcher spelade han i alla fall, och gjorde det alltid med "bravur" som tränanren sade. Djurgårdens tränare sade också att han hade allsvenskans två bästa målvakter men att den bästa (Isaksson) var för bra att det skulle bli konkurrens, därav fick Alé nöja sig med få matcher. Däremot fick han vara med igenom DIF:s så kallade guldår där de vann 3 SM-guld på fyra år. Som reservmålvakt var en av de största matcherna inhoppet i den 77:e minuten i Djurgårdens träningsmatch i oktober 2003 mot AFC Ajax på Stockholms Stadion.
Idag är han målvaktstränare i IFK Norrköping och satt på bänken i den allsvenska matchen mot Hammarby IF efter att 2 av 3 målvakter var skadade i matchen. 2008.